# Wijchen (plaats)

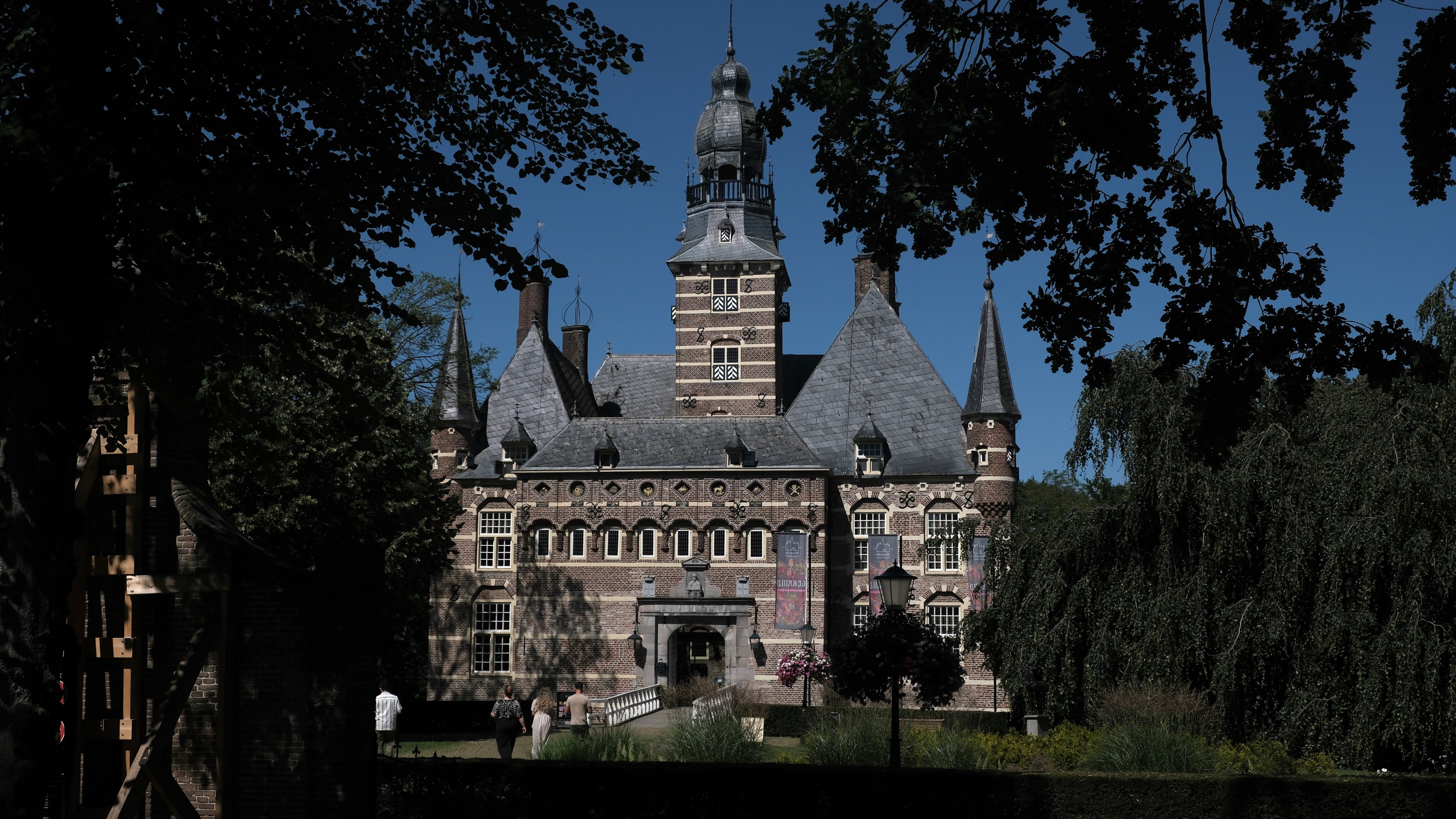
Kasteel van Wijchen

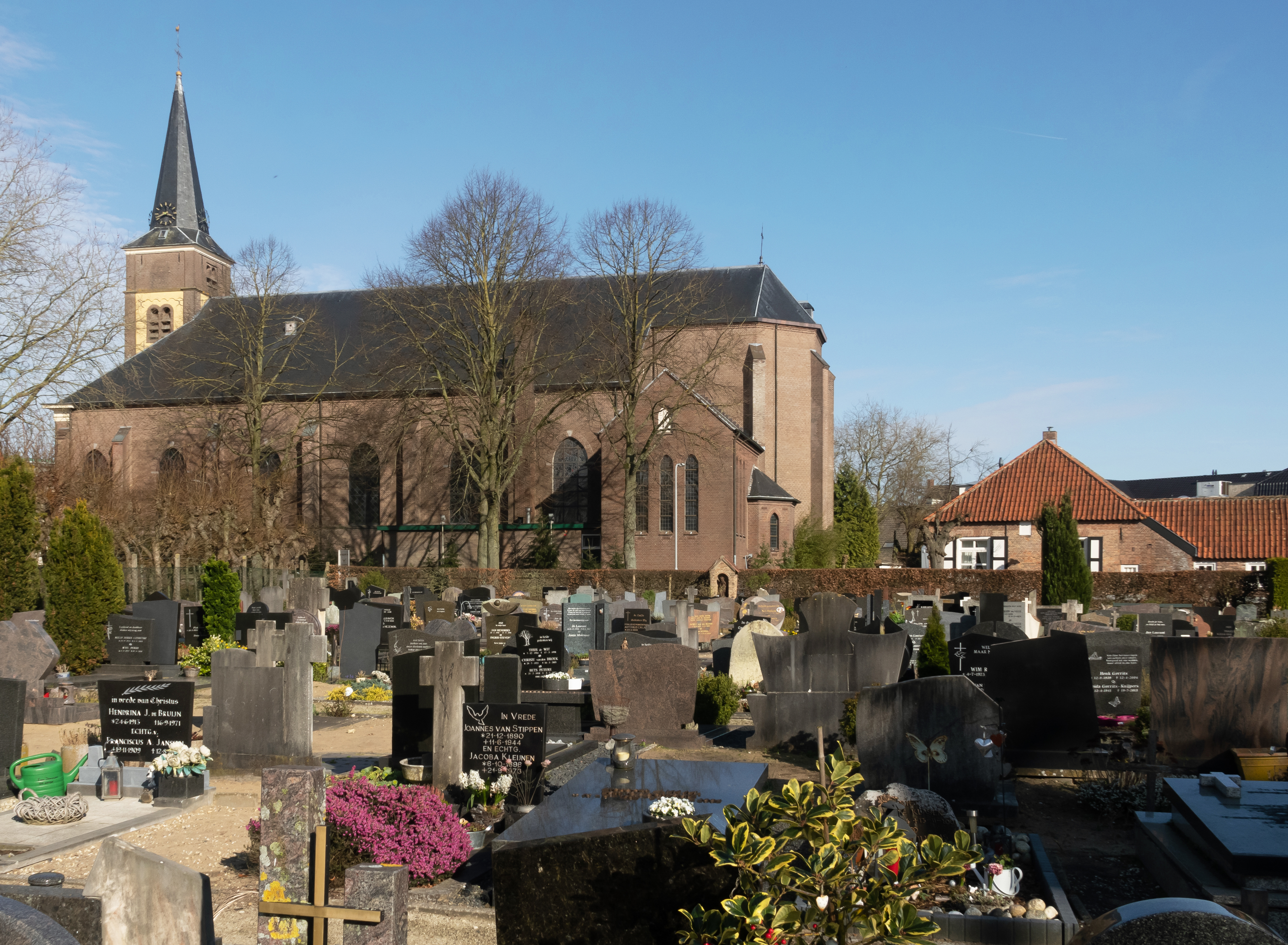
Antonius Abtkerk

Wijchen (spreek uit: Wie-chen; uitspraakⓘ) is de hoofdplaats van de gemeente Wijchen in de Nederlandse provincie Gelderland. De plaats is met 36.865 inwoners (op 1 januari 2023) de grootste in de gelijknamige gemeente van bijna 41.000 inwoners. Wijchen ligt aan de zuidgrens van Gelderland, tegen Noord-Brabant aan. 

## Geschiedenis

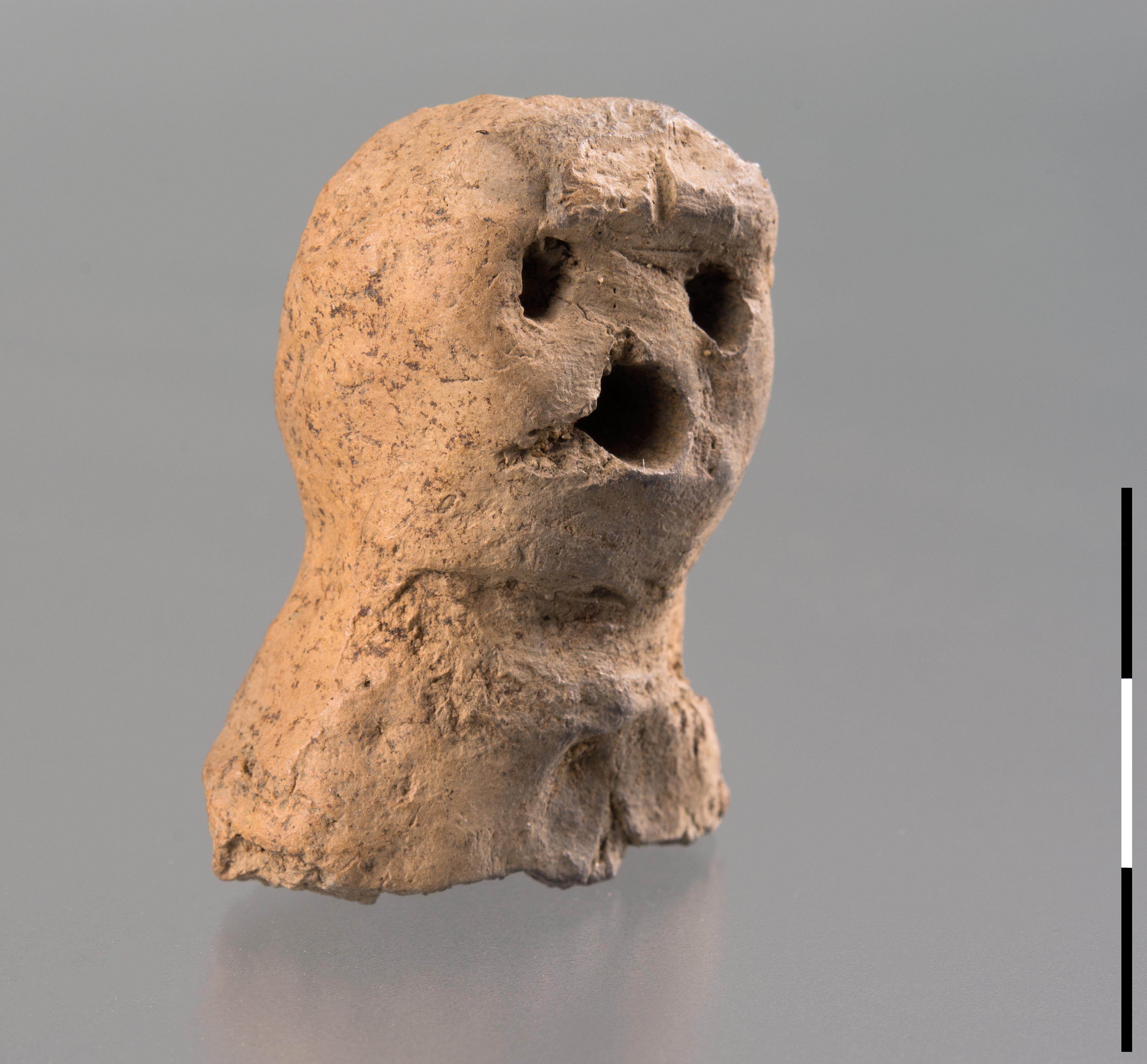
In Wijchen vervaardigd en gevonden mensfiguur van klei, uit de bronstijd

Van oorsprong was Wijchen een agrarisch dorpje waar al bewoning bestond in de steentijd, blijkens enkele archeologische vondsten. Later ontstonden er woonplaatsen van met name rijke Romeinen. Deze periode is dan ook rijkelijk vertegenwoordigd in het gevonden materiaal; met name op de Molenberg - waar nu de Oude Molen staat - zijn Romeinse graven gevonden met daarin vele voorwerpen van glas, metaal en keramiek. Ook in de andere kernen zijn (restanten van) bouwwerken uit de oudheid gevonden.
Het economische en sociale leven voor de Eerste Wereldoorlog werd beheerst door een klein aantal fabrikantenfamilies. Deze fabrikanten hadden zich voornamelijk gespecialiseerd op het gebied van auto's en vrachtauto's.
De Edithbrug bij Ravenstein, daterend uit 1872, is op het grondgebied van Wijchen gelegen. Deze spoorbrug moest, na beschadigd te zijn door oorlogshandelingen, tijdens de oorlog tweemaal hersteld worden, in september 1940 en in februari 1945. Deze spoorbrug over de Maas was van belang om de omgeving van Wijchen en Nijmegen te heroveren, omdat de overige bruggen in de omgeving opgeblazen waren, waaronder die in Nijmegen en Gennep. De reparatie door de geallieerden was provisorisch. De brug werd in 1948 definitief hersteld, zodat er weer zware treinen met hogere snelheid overheen konden rijden, hetgeen nog dagelijks het geval is.

## Verklaring uitspraak "Wie-chen"
'Wijchen' wordt vaak foutief uitgesproken, zo ook toen de omroepsystemen in de treinen geautomatiseerd werden in 2017.
De huidige uitspraak van Wijchen (uitspraak: Wie-chen) wordt sinds de middeleeuwen gehanteerd. Destijds werd de ie-klank geschreven door achter de i een "verlengde" i te schrijven. Dit om verwarring met de ii te voorkomen, die werd uitgesproken als een u. Deze uitspraak is gehandhaafd, ondanks de latere verandering van schrijfwijze in een ij (uitspraak: ei). Met de uitspraak en schrijfwijze koesteren de Wijchenaren dus de historische achtergrond van hun dorp.

## Centrum
Midden in het centrum ligt de Markt, waar wekelijks op de donderdag morgen een markt wordt gehouden. Om de Markt ligt een aantal winkelstraten, die samen een middelgroot winkelcentrum vormen. Een deel van de winkels is in een overdekt gedeelte, met de naam Marktpromenade, gelegen. Naast de bekende winkelketens zijn er in het centrum ook een aantal specialistische winkels te vinden, alsmede eet- en drinkgelegenheden.
In het Kasteel van Wijchen met de Kasteeltuin zijn deels zalen van de gemeente, deels een museum gevestigd. Het is in het centrum gelegen, evenals de Antonius Abtkerk.
Er was in Wijchen een eenzijdig winkelaanbod met relatief veel kleding-, schoenen- en elektronicawinkels. De gemeente Wijchen heeft er vanaf 2007 aan gewerkt om hierin verandering aan te brengen. Er zijn meer warenhuizen en speelgoedwinkels bij gekomen, alsmede nieuwe voorzieningen en nieuwe appartementen. Najaar 2009 werd begonnen met de renovatie van het centrum. De bestrating, beplanting en het straatmeubilair zijn vernieuwd.

In 2013 wint Wijchen de eerste eTown Award die Google in Nederland uitreikt. Uit een inventarisatie van Google, uitgevoerd door The Boston Consulting Group (BCG), blijkt dat gemeente Wijchen en haar ondernemers het beste scoren in het benutten van de economische kansen van het internet.

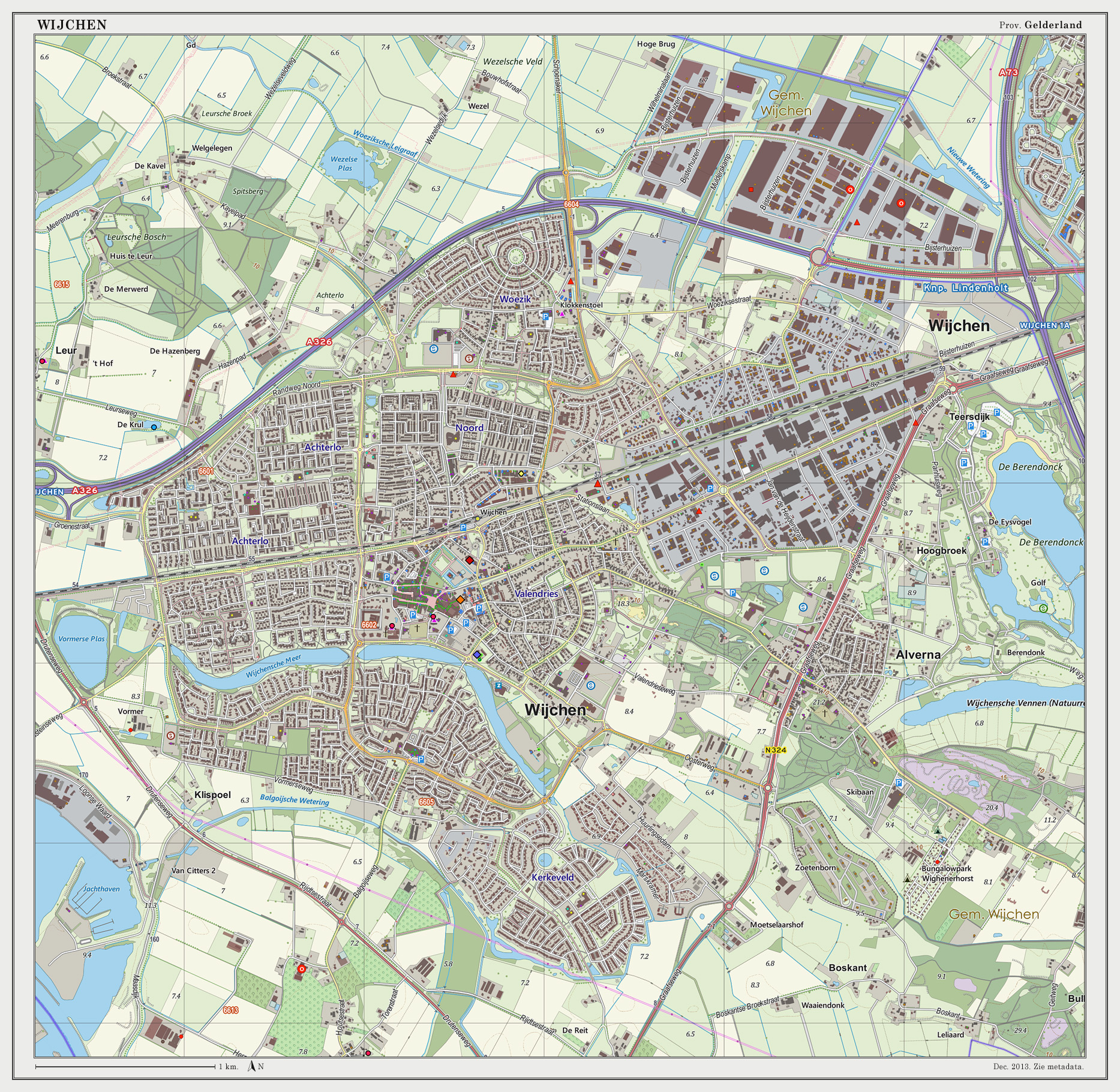
Topografisch beeld van de woonplaats Wijchen, dec. 2013. Klik op de kaart voor een vergroting

Naast de winkels in het centrum kent Wijchen nog een drietal kleinere winkelcentra:
- Zuiderpoort
- Homberg
- Tunnelweg

In deze centra zijn winkels die voorzien in producten voor primaire levensbehoeften.

## Buurten
Hieronder staat een overzicht van de buurten in Wijchen zoals deze bij het CBS vastgesteld staan.
- Centrum en Valendries
- Wijchen-Noordoost
- Homberg, Heilige Stoel en Kraaijenberg
- Aalsburg en Blauwe Hof
- Wijchen-Zuid
- Bijsterhuizen
- Kerkeveld
- Huurlingsedam

Bovenstaande buurten bestaan uit verschillende wijken.

## MOB-terrein
In het zuidoosten van Wijchen ligt een voormalig MOB-terrein, ten zuiden van Alverna. MOB stond vroeger voor mobilisatiecomplex, tegenwoordig voor Militaire Opslag Bedrijven. Dit terrein werd beheerd door het Ministerie van Defensie en heeft een rol gespeeld in zowel de Koude Oorlog als de Eerste- en Tweede Wereldoorlog. Op het terrein was munitie en voedsel opgeslagen in ongeveer dertig loodsen. Daarnaast was er een ongeveer twee kilometer lange 'tankbaan', bestemd om voertuigen (waaronder tanks) mobiel te houden. Tegenwoordig heeft het terrein geen rol meer voor Defensie en is het omgevormd tot een luxe woonwijk, die bekend staat als ‘de Boskamers’. Daar zijn tussen 2013 en 2019 in vier gebouwen in totaal 35 wooneenheden, bosappartementen en parkwoningen, gerealiseerd. 

## Onderwijs
Naast diverse basisscholen kent Wijchen twee scholen die voortgezet onderwijs bieden. Beide scholen vallen onder het Maaswaal College. De locatie aan de Oosterweg verzorgt de vmbo-richtingen, de locatie aan de Veenseweg verzorgt de havo en het vwo (zowel het atheneum als het gymnasium). Pro College Wijchen is een school in het voortgezet onderwijs die zich richt op de praktijk. Deze school wordt dan ook wel een praktijkschool genoemd.

## Cultuur

### Bezienswaardigheden en recreatie

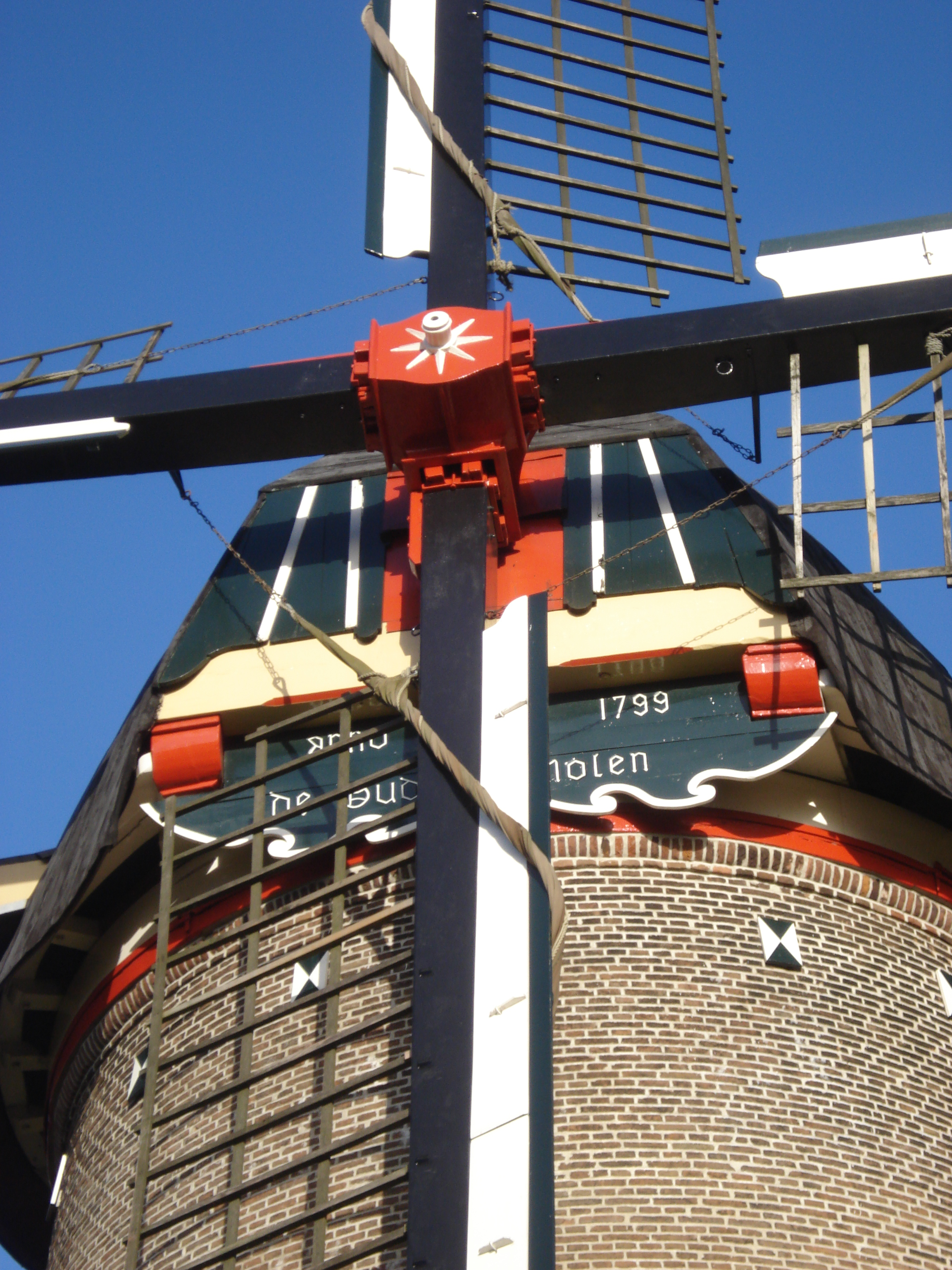
De Oude Molen

Wijchen heeft een aantal Rijksmonumenten. Het oudste is het centraal gelegen Kasteel van Wijchen, dat reeds in 1392 voor het eerst werd vermeld. Na een brand in 1906 kreeg het zijn huidige uiterlijk, dat teruggaat op de bouwplannen uit de vroege 17e eeuw. Daarnaast zijn De Oude Molen, daterend uit 1799, en de rooms-katholieke Antonius Abtkerk van architect G. Gradussen, inclusief naastgelegen pastorie, een monument. Verder staan er aan de oostkant van het centrum twee monumentale villa's. Eén ervan ligt verscholen in een grote tuin. In de andere, daar recht tegenover, in 1830 gebouwd door Mauritz Koen, is een horecagelegenheid gevestigd. 
De Berendonck, een recreatieplas met een strand, biedt de gelegenheid om te duiken en te waterskiën. Het is gesitueerd in een groen bosgebied, met een kleine mountainbikeroute van 8 kilometer (een uit meerdere MBT-routes in de directe omgeving van Wijchen). Het park De Groene Heuvels, met open water voor de duiksport en op het terrein vakantiehuisjes, ligt dichtbij, in Ewijk, gemeente Beuningen. Beide liggen aan de rand van de gemeente Wijchen. Ook de Hatertse en Overasseltse Vennen liggen deels op het grondgebied van Wijchen.
Men kan in Wijchen ook golfen of skiën. Wijchen beschikt tevens over een zwembad genaamd de Meerval, dicht bij het centrum gelegen. In het Wijchense kasteel is een archeologisch museum gevestigd. Daar is onder meer een vierwielige pronkwagen uit ca. 750 v.Chr. te zien. Er zijn ook verschillende fiets- en wandelroutes. De Blije Dries is een grote speeltuin, met onder meer een openluchtzwembad, golfbaan en een skelterbaan.

### Verenigingsleven
Wijchen kent een rijk verenigingsleven. Hieronder een opsomming van verenigingen in Wijchen.
- Zaalvoetbalclub (ZSW) en drie amateurvoetbalverenigingen (SC Woezik, SV AWC en VV Alverna).
- Motorcrossclub MCC Wijchen, opgericht op verzoek van de gemeente Wijchen[bron?], die een locatie aanwees waar gecrost mocht worden. Diverse internationale en nationale wedstrijden zijn daar verreden. Na een bestaan van 30 jaar heeft de gemeente het crossterrein weer afgenomen.
- Golf Club BurgGolf Wijchen
- Atletiek Vereniging Wijchen (AVW)
- Gymnastiek- en Turnvereniging "De Leleaart"
- Hockeyclub MHC Wijchen
- Basketbalclub BV Wyba, voorheen "Magixx"
- Kickboksclub Team Wijchen
- Badmintonvereniging BC Smashing
- Badmintonvereniging BC Op Dreef
- Diverse carnavalsverenigingen.
- Zwemvereniging Wijchen
- Tennisclubs T.P.V. Vormer, L.T.V. Haanenbergh en L.T.V. Grootven
- Tafeltennisclub ONI
- Volleybalvereniging Trivos
- Handbalvereniging The Flyers
- Wielerclubs TWC "de Spurt" en VeloClub Wijchen
- Scouting Woezik
- Scouting St. Franciscus
- Schaakvereniging Het Kasteel
- Schietvereniging Strijdlust '87

## Evenementen
Wijchen kent jaarlijks veel evenementen. Hieronder een opsomming van de grootste evenementen in Wijchen.
- Emporium. Dit grote festival van verschillende muziekstijlen wordt elk jaar gehouden op de Berendonck. Het wordt in samenwerking met de evenemenenorganisatie The Matrixx georganiseerd.
- Wijchen Schaatst. Een schaatsbaan stond/staat in de maand december van 2010 en 2012 opgesteld in de Kasteeltuin achter het kasteel van Wijchen. Naast een schaatsbaan zijn er ook een restaurant en een café. Tevens treden er diverse artiesten op. Wijchen Schaatst wordt om het jaar gehouden.
- Kasteelfeesten. In een tent in de Kasteeltuin achter het kasteel worden verschillende muziekprogramma's met bekende artiesten gehouden.
- Dag van Wijchen/Nijmeegse Vierdaagse. De wandelaars lopen door de kern van Wijchen. In Wijchen zijn er dan activiteiten en optredens.
- Wijchense Kermis. De kermis wordt elk jaar in het derde weekend van september opgesteld op de Markt en op de Kasteellaan.
- 5 van Wijchen. Jaarlijkse 5 km hardloopwedstrijd voor recreanten en nationale topatleten.
- Oude Voertuigen Dag. Jaarlijks terugkerend evenement tijdens de zondagse monumentendag. Deze dag staat in het teken van een toertocht van voertuigen ouder dan 25 jaar. Aansluitend staan deze opgesteld in de Kasteeltuin.

De Wijchense Kermis (2007) is te zien in de Nederlandse film Het wapen van Geldrop.

## Verkeer
Wijchen heeft één spoorwegstation, dat is uitgebreid met een keerspoor om het geschikt te maken voor sprinters. Tot het najaar van 2011 had het station één perron voor 2 sporen. In het najaar van 2011 is er een perron bij gekomen om de veiligheid in verband met de drukte te kunnen waarborgen. In 2014 is het derde spoor ook in gebruik genomen. Verder ligt Wijchen langs A50 en de A326, die elkaar kruisen bij knooppunt Bankhoef. Tevens loopt de A73 langs Wijchen, bij het industrieterrein Bijsterhuizen en Wijchen-Oost. Wijchen ligt op een centrale plek in het land, grenzend aan Noord-Brabant en dicht bij de grens tussen Nederland en Duitsland.
Er is een veerpont tussen Demen (gemeente Oss) en Batenburg, die de plaatsjes met elkaar verbindt, alsook de twee gemeenten en de provincies Gelderland en Noord-Brabant.

## Televisie en radio
De oudste lokale omroep van Wijchen is de Wijchense Omroep, die televisieprogramma's uitzendt en tevens een radiostation bezit. De commerciële lokale omroep WijchenTV is enige jaren actief in Wijchen en de gemeente Wijchen geweest. In 2018 kwam de documentairefilm 'Van boerengat tot kleine stad' uit. Deze film ging over de groei van Wijchen in de periode 1960-1980.

## Geboren
- Willem von Wrangel auf Lindenberg (1815–1896), luitenant-generaal
- Gerrit Nicolaas de Voogt (1844–1911), politicus
- Anthonij Moll (1851–1916), jurist en politicus
- Petrus Stornebrink (1853–1910), architect
- Ton Luijten (1939-2015), neerlandicus en publicist
- Jos Verbeeten (1946), politicus
- Harry Keereweer (1949), politicus
- Cor van Kessel (1903-1985), directeur van de Volkskrant
- Ine Lamers (1954), fotograaf
- Dave Donkervoort (1962), radio-dj en producer
- Ralf Elshof (1962), wielrenner
- Rick Hilgers (1962), voetballer
- Fred Rutten (1962), voetballer en voetbaltrainer
- Ronald van der Kemp (1964), modeontwerper
- Marcel Thijsen (1968), politicus
- Chiel Burgers (1975), voetballer
- Roy Makaay (1975), voetballer en voetbaltrainer
- Bjorn Cornelissen (1976), wielrenner
- Didie Schackman (1977), Miss Nederland 1995
- Claudia van Thiel (1977), volleybalster
- Anne Stalman (1981), zangeres
- Pieter Derks (1984), cabaretier
- Fleur de Weerd (1985), journaliste
- Lieke Klaus (1989), BMX'ster
- Sam van der Schot (1990), voetballer
- Mark Roebbers (1992), voetballer
- Julian Willems (1992), voetballer
- Lakshmi Swami Persaud (1993), zangeres
- Bonita Theunissen (1994), voetbalster
- Joël Piroe (1999), voetballer
- Sarah van Aalen (2000), volleybalster
- Koen Jansen (2004), voetballer

## Overleden
- Jan Hendrikx (2024), politicus

## Partnersteden
- Stargard Szczeciński (Polen)